# 1951年の映画
1951年の映画（1951ねんのえいが）では、1951年（昭和26年）の映画分野の動向についてまとめる。
1950年の映画 - 1951年の映画 - 1952年の映画

## 出来事

### 世界
- 3月 - 米国、ハリウッドの赤狩り第2回聴聞会開催[1]、3年間に324人が映画界から追放される[2]。
- 3月28日 - フランス、パリ二千年祭記念映画『巴里の空の下セーヌは流れる（英語版）』（ジュリアン・デュヴィヴィエ監督）公開[3][4]。
- 4月9日 - 第4回カンヌ国際映画祭、日本映画社（日映）作品『稲の一生』[5]が評価される[6]。
- 6月6日 - ドイツ、第1回ベルリン映画祭開催[7][2]。
- 7月23日 - 米国、ドキュメンタリー映画の監督ロバート・フラハティ死去[8]。
- 9月10日 - 黒澤明監督『羅生門』が第12回ベニス国際映画祭で金獅子賞 (最高賞)、イタリア批評家賞を受賞[9][10][11]。戦後初、かつ、唯一の出品が、日本初のグランプリに輝く[12]。日本映画が海外進出する先駆けとなる[12][注 1]。
- 月日不詳
  - フランス初のカラー映画『青髯（フランス語版）』[13]完成[2]。
  - フランス、映画批評誌『カイエ・デュ・シネマ』創刊[2]。
  - フランス、ジャン・ヴィゴ賞創設[2]。

### 日本
- 1月
  - 大映、スタンリー・クレイマー・プロ映画の配給権獲得[6]。
  - 日活、堀久作社長が渡米、ワーナー・ブラザース・スタジオを視察[14]。
  - 1月1日 - 東京・有楽座が映画興行専門になる[15]。
  - 1月11日 - 東宝と東京映画配給（東映の前身の1社）が映画配給で提携[15][注 2]。〔表向きは、〕2社の映画が、東宝系の映画館・東京映画配給系の映画館の2系統で上映されるようになった[15][注 3]。
  - 1月15日 - 第1回ブルーリボン賞作品賞は『また逢う日まで』、監督賞は今井正[16][15]。
  - 1月23日 - 松竹会長白井松次郎（73歳）死去[18][15][19]。
- 2月
  - 2月6日 - 東宝、セルズニック映画の日本国内配給権獲得[15]。
  - 2月8日
    - 大映版『自由学校』の主人公・南村五百助役の俳優を一般から募集、文芸春秋社出版部長・小野詮造に決定[6]。
    - 通産省と大蔵省、来年度の洋画輸入映画本数に関する政府案をGHQに提出する[16][15]。

  - 2月15日 - 15年ぶりの大雪のため、都下の興行場は興収平均3割減[16][6]。
  - 2月28日 - 日映演解散[9][8][矛盾 ⇔ 日本映画演劇労働組合]。
- 3月
  - 東和商事合資会社が「東和映画株式会社」と改称[9][16][注 4]。
  - 3月13日 - 日本映画連合会（映連）輸出映画委員会、日本映画の密輸出防止対策を協議[6]。
  - 3月21日 - 松竹、国産初の色彩劇映画『カルメン故郷に帰る』（木下惠介監督）を公開[16][12][15]。富士フイルムの「フジカラー」を使用[12]。
- 4月
  - 4月1日
    - 東京映画配給、東横映画、太泉映画が合併し、東映株式会社発足[16][11][20]。初代社長は大川博[12][20]。傘下に東映東京撮影所、東映京都撮影所と5劇場[20]。負債約10億円を抱え苦難のスタート[21]。4月9日、多摩川園劇場を東急電鉄に返還し、直営劇場は4館になる[21]。
    - 富士フイルム映画用フィルムの値上げ決定、ポジ9円31銭7厘、ネガ17円95銭8厘、サウンド11円7銭4厘（すべて1フィート当りの価格）[6]。

  - 4月6日 - 日本映画連合会（映連）で禁止映画227作品中の一部作品の再審査訴願準備に着手[6]。
- 5月
  - 「ゴールデンウィーク」という名称が、この年から使われる[12]。
  - 日活、新東宝と戦前の日活映画を配給委託する契約を締結[14]。
  - 5月4日 - 日本映画俳優協会設立[9][22]。
  - 5月5日 - 大映、松竹との競作[23]となった『自由学校』、大映戦後最高記録樹立[6]。（1950年の映画#日本配給収入ランキングも参照）
  - 5月10日 - 東映、大映から京都撮影所の明け渡しを請求される[21]。8月、東映京都撮影所の賃貸契約（本年2月から1年間）を大映と締結[6]。
  - 5月11日 - 東映、直営4劇場の入場税3900万円の滞納で、本社什器および所有館を差し押さえられる[21]。
  - 5月17日 - 1921年（大正10年）に松竹キネマ株式会社が発足してから満30年になるため、「松竹創立30周年式典」を東京歌舞伎座で挙行[24][6]。
  - 5月22日 - 大映創立10周年記念映画『源氏物語』（吉村公三郎監督）製作決定[6]。
- 6月
  - 6月4日 - 日本映画社と東宝教育映画の両社が東宝傘下に入る[9]。
  - 6月19日 - 通産省に「産業合理化審議会」映画産業部会新設[16][11][8]。
  - 6月20日 - 第1次公職追放解除、6万9000人[11]。
  - 6月23日 - 東映東京撮影所で漏電による火災[21]。スタジオ1棟、美術課事務室1棟全焼、損害3000万円[21]。
  - 6月29日 - 作家林芙美子（47歳）死去[11][注 5]
- 7月
  - 大映創立10周年記念事業として、全国スタア探し〔ママ〕「ミス・ニッポン」「ミスター・ニッポン」募集決定[6]。
  - 東宝撮影所長・森田信義、自動車事故のため死去[8]。
  - 7月12日 - 松竹太秦撮影所改修工事完成、開所式挙行[8][6]。
- 8月
  - 第2次公職追放解除、1万4000人[11]。
  - 8月6日 - 邦画5社の社長会議、時代劇の本数制限撤廃を合意、即実施[27][16]。
  - 8月30日 - 宝塚映画製作所創立[16][11]。
- 9月
  - 9月1日 - 民間ラジオ放送開始[28][9][16]。中部日本放送（現・CBCラジオ）、新日本放送（現・毎日放送）が開局[9]。
  - 9月28日 - 東宝、小林一三社長就任[16][11]。
- 11月
  - 大映が10周年式典を挙行する[16]。
  - 11月13日 - 浅草楽天地設立[9]。
  - 11月20日 - 劇場などの建築制限が閣議決定[29]。
- 12月
  - 対日講和条約調印とともに、セントラル映画社（CMPE）解体[12][16][注 6]。アメリカ映画10社の各支社が自由配給を開始[12][注 7]。その後、洋画輸入規制は日本政府・大蔵省によって行われることになる[14][注 8]。
  - 12月5日 - 日本映画社を東宝全額出資により改組、日本映画新社設立[9][8]。
  - 12月7日 - 節電のため、劇場は1か月25日間興行の制限[16][29]。
  - 12月11日 - 東宝、東映との配給提携を中止[16][29][注 9]。
  - 12月28日 - 東映、正月興行第1弾『江戸恋双六』公開[32][33]、1952年1月3日に第2弾『新選組 京洛風雲の巻』公開[34][35]。1月10日に第3弾『遊民街の夜襲』公開[34][36]。3作品合わせて1億6000万円の配収をあげるヒット[34]。

## 日本の映画興行
- 入場料金（大人）
  - 80円 → 100円（東京の邦画封切館）[37][注 10]
  - 90円80銭（統計局『小売物価統計調査（動向編） 調査結果』[39] 銘柄符号 9341「映画観覧料」）[40]
- 入場者数 7億3168万人[41]（1年間に1人平均8.7回鑑賞）[42]

| 映画製作会社 | 公開本数 |
| ------------ | -------- |
| 松竹         | 53       |
| 東宝         | 27       |
| 大映         | 49       |
| 新東宝       | 35       |
| 東横映画     | 6        |
| 東映         | 18       |
| その他       | 20       |
| 合計         | 208      |

出典：『映画統計資料 : 昭和21年1月-30年12月(10年間)』日本映画連合会、1956年、1頁。NDLJP:1694281。

## 各国ランキング

### 日本配給収入ランキング
| 順位 | 題名               | 配給 | 配給収入    |
| ---- | ------------------ | ---- | ----------- |
| 1    | 源氏物語           | 大映 | 1億4105万円 |
| 2    | 大江戸五人男       | 松竹 | 1億2569万円 |
| 3    | 馬喰一代           | 大映 | 9005万円    |
| 4    | 陽気な渡り鳥       | 松竹 | 8347万円    |
| 5    | 銭形平次・恋文道中 | 大映 | 7999万円    |
| 6    | 麦秋               | 松竹 | 7597万円    |
| 7    | 呼子星             | 大映 | 7400万円    |
| 8    | 続佐々木小次郎     | 東宝 | 7200万円    |
| 9    | 完結 佐々木小次郎  | 東宝 | 7053万円    |
| 10   | 本日休診           | 松竹 | 6978万円    |

出典:『キネマ旬報ベスト・テン85回全史 1924-2011』キネマ旬報社〈キネマ旬報ムック〉、2012年5月、88頁。ISBN 978-4873767550。
| 順位 | 題名                  | 製作国             | 配給                 | 配給収入 |
| ---- | --------------------- | ------------------ | -------------------- | -------- |
| 1    | 白昼の決闘            | アメリカ合衆国の旗 | 東宝                 | 8231万円 |
| 2    | サムソンとデリラ      | アメリカ合衆国の旗 | パラマウント映画     | 7401万円 |
| 3    | キング・ソロモン      | アメリカ合衆国の旗 | MGM                  | 7217万円 |
| 4    | 駅馬車 （リバイバル） | アメリカ合衆国の旗 | 松竹映配             | 6812万円 |
| 5    | ダラス                | アメリカ合衆国の旗 | ワーナー・ブラザース | 6712万円 |
| 6    | リオグランデの砦      | アメリカ合衆国の旗 | リパブリック＝NCC    | 6536万円 |
| 7    | 血と砂                | アメリカ合衆国の旗 | 20世紀フォックス     | 6092万円 |
| 8    | 黄色いリボン          | アメリカ合衆国の旗 | セントラル           | 6006万円 |
| 9    | 三銃士                | アメリカ合衆国の旗 | MGM                  | 5745万円 |
| 10   | 北西騎馬警官隊        | アメリカ合衆国の旗 | パラマウント映画     | 5606万円 |

出典:『キネマ旬報ベスト・テン85回全史 1924-2011』キネマ旬報社〈キネマ旬報ムック〉、2012年5月、89頁。ISBN 978-4873767550。

## 受賞
- 第24回アカデミー賞
  - 作品賞 - 『巴里のアメリカ人』 - メトロ・ゴールドウィン・メイヤー
  - 監督賞 - ジョージ・スティーヴンス - 『陽のあたる場所』
  - 主演男優賞 - ハンフリー・ボガート - 『アフリカの女王』
  - 主演女優賞 - ヴィヴィアン・リー - 『欲望という名の電車』
  - 主演男優賞 - カール・マルデン - 『欲望という名の電車』
  - 主演女優賞 - キム・ハンター - 『欲望という名の電車』

- 第9回ゴールデングローブ賞
  - 作品賞 (ドラマ部門) - 『陽のあたる場所』
  - 主演男優賞 (ドラマ部門) - フレドリック・マーチ - 『セールスマンの死』
  - 主演女優賞 (ドラマ部門) - ジェーン・ワイマン - 『青いヴェール』
  - 作品賞 (ミュージカル・コメディ部門) - 『巴里のアメリカ人』
  - 主演男優賞 (ミュージカル・コメディ部門) - ダニー・ケイ - 『南仏夜話・夫は僞者』
  - 主演女優賞 (ミュージカル・コメディ部門) - ジューン・アリソン - Too Young to Kiss
  - 監督賞 - ラズロ・ベネディク - 『セールスマンの死』

- 第17回ニューヨーク映画批評家協会賞[50]
  - 作品賞 - 『欲望という名の電車』

- 第4回カンヌ国際映画祭
  - パルム・ドール
    - 『令嬢ジュリー』 - アルフ・シェーベルイ監督、 スウェーデン
    - 『ミラノの奇蹟』 - ヴィットリオ・デ・シーカ監督、 イタリア

- 第12回ヴェネツィア国際映画祭
  - 金獅子賞 - 『羅生門』 - 黒澤明監督、 日本[51]

- 第2回ブルーリボン賞
  - 作品賞 - 『めし』
  - 主演男優賞 -  三船敏郎（『馬喰一代』『女ごころ誰か知る』）
  - 主演女優賞 - 原節子（『麦秋』『めし』）
  - 監督賞 - 小津安二郎（『麦秋』）

- 第25回キネマ旬報ベスト・テン
  - 外国映画第1位 - 『イヴの総て』
  - 日本映画第1位 - 『麦秋』

- 第6回毎日映画コンクール
  - 日本映画大賞 - 『めし』『麦秋』

- 都民映画コンクール賞
  - 『麦秋』・『カルメン故郷に帰る』・『自由学校』・『めし』（順不同）[52](pp94 - 99)[注 11]

- 第6回文部省芸術祭賞
  - 映画部門 - 『麦秋』[52](p96)[53]

## 生誕
- 1月8日 - ジョン・マクティアナン、 アメリカ合衆国、映画監督
- 1月12日 - カースティ・アレイ、 アメリカ合衆国、女優
- 2月1日 - 中村雅俊、 日本、男優
- 2月5日 - 中尾隆聖、 日本、声優
- 2月8日 - 本田博太郎、 日本、男優
- 2月13日 - デヴィッド・ノートン、 アメリカ合衆国、女優・歌手
- 2月15日 - ジェーン・シーモア、 イングランド、女優
- 2月16日 - ウィリアム・カット、 アメリカ合衆国、男優
- 2月16日 - 多岐川裕美、 日本、女優
- 3月6日 - 田中健、 日本、男優
- 3月13日 - キャロ、 スペイン、歌手・女優
- 3月17日 - カート・ラッセル、 アメリカ合衆国、男優
- 3月21日 - 岩城滉一、 日本、男優
- 4月2日 - 浅茅陽子、 日本、女優
- 4月8日 - 桃井かおり、 日本、女優
- 4月10日 - スティーヴン・セガール、 アメリカ合衆国、男優・マーシャルアーティスト
- 4月17日 - オリヴィア・ハッセー、 アルゼンチン、女優
- 4月21日 - トニー・ダンザ、 アメリカ合衆国、男優
- 5月3日 - 三宅裕司、 日本、男優
- 5月16日 - 石塚運昇、 日本、声優
- 5月30日 - スティーヴン・トボロウスキー、 アメリカ合衆国、男優
- 7月6日 - ジェフリー・ラッシュ、 オーストラリア、男優
- 7月8日 - アンジェリカ・ヒューストン、 アメリカ合衆国、女優
- 7月9日 - クリス・クーパー、 アメリカ合衆国、男優
- 7月21日 - ロビン・ウィリアムズ、 アメリカ合衆国、男優・コメディアン
- 7月24日 - リンダ・カーター、 アメリカ合衆国、女優・歌手
- 8月6日 - キャサリン・ヒックス、 アメリカ合衆国、女優
- 8月8日 - 押井守、 日本、アニメーション監督
- 8月9日 - 田山涼成、 日本、男優
- 8月14日 - カール・ランブリー、 アメリカ合衆国、男優
- 8月18日 - 柴田恭兵、 日本、男優
- 9月4日 - 小林薫、 日本、男優
- 9月5日 - マイケル・キートン、 アメリカ合衆国、男優
- 9月12日 - ジョー・パントリアーノ、 アメリカ合衆国、男優
- 9月17日 - カサンドラ・ピーターソン、 アメリカ合衆国、女優
- 9月22日 - 志垣太郎、 日本、男優
- 9月25日 - ペドロ・アルモドバル、 スペイン、映画監督
- 9月25日 - マーク・ハミル、 アメリカ合衆国、男優
- 9月27日 - 大杉漣、 日本、男優
- 11月25日 - 大地康雄、 日本、男優
- 11月27日 - キャスリン・ビグロー、 アメリカ合衆国、映画監督
- 12月1日 - トリート・ウィリアムズ、 アメリカ合衆国、男優
- 12月16日 - 山下真司、 日本、男優
- 12月23日 - 笑福亭鶴瓶、 日本、落語家・タレント・俳優

## 死去
| 日付 | 日付 | 名前                    | 出身国         | 年齢 | 職業                               |
| 1月  | 11日 | チャールズ・W・ゴダード | アメリカ合衆国 | 71   | 劇作家・脚本家                     |
| 3月  | 6日  | アイヴァー・ノヴェロ    | イギリス       | 58   | 男優・歌手・作曲家                 |
| 3月  | 25日 | オスカー・ミショー      | アメリカ合衆国 | 67   | 作家・映画監督・プロデューサー     |
| 4月  | 4日  | アル・クリスティー      | カナダ         | 69   | 映画監督・プロデューサー           |
| 6月  | 6日  | オリーヴ・テル          | アメリカ合衆国 | 56   | 女優                               |
| 6月  | 9日  | メイヨ・メソット        | アメリカ合衆国 | 47   | 女優                               |
| 7月  | 23日 | ロバート・フラハティ    | アメリカ合衆国 | 67   | 映画監督・ドキュメンタリー映画の父 |
| 8月  | 28日 | ロバート・ウォーカー    | アメリカ合衆国 | 67   | 男優                               |
| 8月  | 30日 | Konstantin Märska       | エストニア     | 55   | 撮影監督                           |
| 9月  | 7日  | マリア・モンテス        | ドミニカ共和国 | 39   | 女優                               |